# Phare d'Estaca de Bares
Le phare de Estaca de Bares est un phare situé sur le Cap de la Estaca de Bares dans la paroisse civile de Portocelo de la commune de Mañón, dans la province de La Corogne (Galice en Espagne).
Il est géré par l'autorité portuaire de Ferrol.

## Histoire
Ce phare est entré en service le 1er septembre 1850. C'est une tour octogonale en pierre, avec une lanterne de style cage à oiseaux et une galerie, attenante au complexe des maisons de gardiens de 2 étages. La tour est en pierre grise non peinte et l'ensemble des bâtiments sont blancs. Il a d'abord fonctionné à l'huile d'olive, à la paraffine puis au pétrole. En 1939 il a été électrifié et a bénéficié de l'installation d'un radiophare et d'une corne de brume qui émet la lettre B en morse (-...) toutes les 60 secondes. .
Le 16 septembre 1948, un nouveau système optique a été installé qui lui a donné ses caractéristiques actuelles. À une hauteur focale de 101 m au-dessus du niveau de la mer il émet un groupe de trois éclats blancs toutes les 8 secondes visibles jusqu'à 25 milles nautiques (environ 46 km). Il est désormais auto-contrôlé directement de Ferrol par le service de signalisation maritime. Depuis 1998, le radiophare a été remplacé par une station DGPS.
Ce phare est érigé sur le point le plus au nord de l'Espagne, généralement considéré à la frontière entre l'océan Atlantique et la mer Cantabrique. Avec le phare du Cap Finisterre, ils sont les deux phares commandés en 1846 pour marquer le coin du Nord-Ouest de la Péninsule Ibérique.
Identifiant : ARLHS : SPA230 ; ES-03100 - Amirauté : D1686 - NGA : 2444 .
|          |
| Le phare |

|                 |
| Estaca de Bares |

### Lien connexe
- Liste des phares d'Espagne